# John Baxter
John Baxter (Randwick, Sydney, Ausztrália, 1939. december 14. –) ausztrál tudományos-fantasztikus író, újságíró, filmrendező.

## Élete
Szülőhazáján kívül Nagy-Britanniában, az Amerikai Egyesült Államokban és Franciaországban élt. 1989-től Párizsban él, itt vette feleségül Marie-Dominique Montel filmrendezőt. Egy lányuk van, Louise Baxter.
Az 1960-as évek elején kezdett sci-fi-novellákat írni a New Worlds, a Science Fantasy és más brit magazinok számára. Első regénye folytatásokban jelent meg a New Worlds-ben The God Killers címen, később Amerikában könyvformátumban The Off-Worlders címen publikálta. 1975 és 1976 közt a virginiai Hollins College vendégprofesszora volt.
Számos fantasztikus novellát és regényt írt, valamint készített egy tanulmányt a fantasztikus irodalomról, valamint szerkesztőként működött közre több ausztrál sci-fi antológiában. Számos más, a filmművészettel foglalkozó művet is írt, köztük olyan filmes személyiségek életrajzát, mint Federico Fellini, Luis Buñuel, Steven Spielberg, Stanley Kubrick, Woody Allen, George Lucas és Robert De Niro. Számos dokumentumfilmet írt, köztük a Fernando Botero festőművész életéről és munkásságáról szólót is.
Társproducere és írója volt három, az Australian Broadcasting Commission számára készült sorozatnak: Filmstruck, First Take-t és The Cutting Room. Társszerkesztője volt az ABC Books and Writing című könyvprogramjának. 1973-ban Baxter adta ki az első kritikai beszámolót Ken Russell brit filmrendező munkásságáról, An Appalling Talent címmel. A könyv a rendezővel készített hosszabb interjún alapul. Az 1960-as években a WEA Film Study Group tagja volt olyan neves emberek társaságában, mint Ian Klava, Frank Moorhouse, Michael Thornhill, John Flaus és Ken Quinnell. 1965 júliusától 1967 decemberéig ez  csoport adta ki a Film Digest című folyóiratot, amelynek szerkesztője John Baxter volt.
A hatvanas években több éven át a Sydney-i Filmfesztiválon tevékenykedett, az 1980-as években pedig tanácsadóként volt számos filmfinanszírozó testületben, valamint filmkritikákat írt folyóiratok számára.  Néhány könyvét több nyelvre, köztük japánra és kínaira is lefordították. Párizsba való költözése után négy, önéletrajzi tárgyú könyvet írt: A Pound of Paper: Confessions of a Book Addict, We'll Always Have Paris: Sex and Love in the City of Light, Immoveable feast: a Paris Christmas és a The Most Beautiful Walk in the World: a Pedestrian in Paris.

## Magyarul megjelent művei
- Stanley Kubrick (Osiris Könyvtár, Budapest, 2003, ISBN 9633892643)
- Steven Spielberg (Bestline / Édesvíz, Budapest, 2004, ISBN 9635287216)
- Egy csepp viszály (fantasztikus novella, Martin Loran álnév alatt, Galaktika 43., 1982)

## Fordítás
- Ez a szócikk részben vagy egészben  a   John Baxter (author) című angol Wikipédia-szócikk ezen változatának fordításán alapul.  Az eredeti cikk szerkesztőit annak laptörténete sorolja fel. Ez a jelzés csupán a megfogalmazás eredetét és a szerzői jogokat jelzi, nem szolgál a cikkben szereplő információk forrásmegjelöléseként.